# BartPE
BartPE (de l’anglais Bart’s Preinstalled Environment, « environnement préinstallé de Bart ») est un système d'exploitation sans installation (un live CD) fondé sur Windows XP ou Windows 2003 serveur et développé par Bart Lagerweij de 2003 à 2006. Son fonctionnement est analogue à Windows PE.

## Description
BartPE est une version simplifiée de Windows qui permet de diagnostiquer voire de réparer une panne. Il s’installe sur un CD ou un DVD (on parle de live CD) ou bien sur une clé USB (on parle de live USB) à l’aide du logiciel PE Builder (« constructeur de PE »). Ce dernier copie une partie des fichiers d’un CD d’installation de Windows XP ou de Windows Server 2003.
BartPE est notamment utilisé pour restaurer des fichiers après un plantage de l’ordinateur.
Le système est extensible par le biais de modules d’extension. Il intègre depuis la version 2.0.1 l’interface système graphique Nu2menu, écrite par Henk de Jong, qui permet de lancer les modules installés,.
Il a été conçu comme une amélioration de Windows PE et des disques de démarrage DOS en intégrant une interface graphique et la possibilité de lire et écrire sans restriction les partitions NTFS du disque dur.

## Historique
La première version du logiciel (en bêta) est publiée le 28 avril 2003 par son auteur, Bart Lagerweij.
Le 17 février 2006 est publiée la version 3.1.10a, qui s’avèrera en être la dernière. La diffusion du logiciel s’arrête en 2016.

## Accueil
Le logiciel reçoit la note maximale de 10/10 sur le site spécialisé en informatique Clubic et la note de quatre étoiles et demie sur cinq sur Telecharger.com.
Il est considéré comme une référence pour les administrateurs système et techniciens en informatique.

## Un dérivé: UBCD4Win
Une version dérivée de BartPE est UBCD4Win, logiciel ayant pour objectif d’adapter l’Ultimate Boot CD en version Windows. UBCD4Win est considéré comme un « couteau suisse » en informatique.